# Palm OS
Pour les articles homonymes, voir Palm.
Palm OS (aussi connu sous le nom de Garnet OS) est un système d'exploitation embarqué développé initialement par U.S. Robotics Corp., propriétaire de la société Palm Computing, Inc. à partir de 1995, pour des PDA (assistants personnels numériques) en 1996. L'interface utilisateur graphique de Palm OS est prévue pour être utilisée avec un écran tactile. Il est fourni avec une suite d'applications de base pour gestionnaire d'informations personnelles. Plus tard les versions de cet OS ont été améliorées pour fonctionner sur des Smartphones. Plusieurs autres sociétés ont reçu une licence pour construire des appareils électroniques fonctionnant avec Palm OS. ACCESS est le propriétaire de la version actuelle de la licence et l'a renommé en Garnet OS. En 2007, ACCESS a sorti le successeur de Garnet OS, appelé Access Linux Platform. En 2009, la principale société utilisant la licence de Palm OS, Palm, Inc., informa qu'elle passera de Palm OS à webOS pour ses prochains appareils électroniques.

## Créateurs et propriétaires successifs
Palm OS a été initialement développé sous la direction de Jeff Hawkins (en) à Palm Computing, Inc.. La société Palm fut plus tard acquise par US Robotics Corporation, qui elle-même fut plus tard achetée par 3Com, qui transforma publiquement la filiale Palm en société indépendante et cotée en bourse le 2 mars 2000.
En janvier 2002, Palm créa une filiale dont il était complètement le propriétaire pour développer et fournir des licences de Palm OS, cette filiale fut appelée PalmSource. PalmSource fut ensuite externalisée de Palm en tant que société indépendante le 28 octobre 2003. Palm (par la suite appelé palmOne) devint une société possédant une licence officielle de Palm OS (mais pas les droits sur le code source), et plus aucun contrôle (sur le code source) du système d'exploitation.
En septembre 2005, PalmSource annonça qu'il avait été acquis par ACCESS.
En décembre 2006, Palm obtint des droits perpétuels sur le code source du Palm OS Garnet de la part de ACCESS. Grâce à cela, Palm peut modifier le système d'exploitation dont il a la licence suivant ses besoins sans payer d'autres royalties à ACCESS. En même temps que l'acquisition des droits complets sur le nom de la marque Palm en mai 2005, seules les nouvelles versions du système d'exploitation provenant de Palm peuvent être appelées 'Palm OS'.
En conséquence, le 25 janvier 2007, ACCESS annonça un changement de nom de leur système d'exploitation Palm OS Garnet existant à cette date, qui dorénavant s'appelle Garnet OS.

## Vue d'ensemble de l'OS
Palm OS est un système d'exploitation embarqué et propriétaire permettant le fonctionnement d'appareils électroniques (téléphone, PDA…). Conçu en 1996 pour le nouveau PDA Pilot de Palm Computing, Inc., il a été implémenté sur une large gamme d'appareils électroniques mobiles, dont des smartphones, montres bracelet, consoles de jeux portables, lecteur de code-barres et appareils GPS.
Les versions de Palm OS antérieures à la 5.0 fonctionnent sur processeurs Motorola/Freescale DragonBall. Depuis la version 5.0, Palm OS fonctionne sur processeurs fondés sur l'architecture ARM.
Les fonctionnalités principales de la version actuelle de Palm OS (Garnet 5.4) sont :
- Environnement à tâche unique et simple pour permettre le lancement d'applications en plein écran avec un ensemble commun et de base pour l'interface graphique ;
- Support d'écrans monochromes ou couleurs avec des définitions jusqu'à 480×320 ;
- Système d'entrée de données par reconnaissance de l'écriture manuscrite appelé Graffiti 2 ;
- Technologie HotSync pour la synchronisation avec les ordinateurs de bureau ;
- Capacités d'enregistrement et de lecture du son ;
- Modèle de sécurité simple : l'appareil peut être verrouillé par mot de passe, les enregistrements dans les applications peuvent être rendus privés de manière arbitraire ;
- Accès au réseau utilisant le protocole TCP/IP ;
- Connexions par ports port série/USB, Infrarouge, Bluetooth et Wi-Fi ;
- Support d'un port d'extension pour carte mémoire ;
- Format de données standard défini pour les applications de gestionnaire d'informations personnelles qui stockent les entrées de l'agenda, du carnet d'adresses, des taches à réaliser et des notes, accessibles par des applications d'éditeurs tiers.

Dans l'OS est aussi fourni un ensemble d'applications standards, avec la plupart concernant les quatre usages de PIM mentionnés précédemment.

## Historique des versions et bases technologiques
Les fabricants sont libres d'implémenter les différentes fonctionnalités de l'OS dans leurs appareils électroniques ou même d'ajouter de nouvelles fonctionnalités. Cet historique des versions décrit les versions dont les licences officielles provenaient de Palm/PalmSource/ACCESS.

### Palm OS 1.0
Palm OS 1.0 est la version d'origine qui était présente sur les Pilot 1000 et 5000. Cette version et toutes les versions antérieures à Palm OS 5 sont fondées sur le noyau ou kernel de l'AMX 68000 à partir d'une licence fournie par KADAK Products Ltd. Bien que ce noyau est techniquement capable de faire du multi-tâches, les "termes et conditions de cette licence font spécifiquement état que Palm ne peut pas exposer l'API pour la création/manipulation de tâches à l'intérieur de l'OS.".
Palm OS ne fait aucune différence entre le stockage dans la RAM et le système de fichiers. Les applications sont installées directement en RAM et exécutées à cet endroit. Comme aucun système de fichiers n'est supporté, le système d'exploitation dépend de la constance des cycles de rafraichissement de la RAM pour garder sa mémoire. L'OS supporte l'affichage sur un écran monochrome de 160×160 pixels. L'entrée des données utilisateur est réalisée par le système de reconnaissance de l'écriture manuscrite Graffiti ou par l'option complémentaire du clavier virtuel. Le système supporte la synchronisation de données vers un autre PC via sa technologie HotSync par une interface utilisant le port série. La dernière version corrigeant les problèmes est la version 1.0.7.
La version 1.0 contient les applications PIM classiques Adresses, Agenda, Bloc-notes, et Tâches. Il possède aussi une calculatrice et un outil de sécurisation pour cacher les enregistrements pour un usage privé.

### Palm OS 2.0
Palm OS 2.0 est sorti le 10 mars 1997 avec les PalmPilot Personnel et Professionnel. Cette version ajoute le support du réseau avec protocole TCP/IP, la synchronisation HotSync par le réseau, le rétroéclairage de l'écran. La dernière version corrigeant les problèmes est la version 2.0.5.
Deux nouvelles applications, Courrier (en anglais : Mail) et Dépenses (en anglais : Expense) sont ajoutées, et les applications PIM standards ont été améliorées.

### Palm OS 3.0
Palm OS 3.0 est sorti le 9 mars 1998 avec le lancement de la série des Palm III. Cette version ajoute le support de la transmission de données par infrarouge IrDA et des polices de caractères améliorées. Cette version apporte aussi des applications PIM mises à jour et une mise à jour du lanceur d'application.
Palm OS 3.1 ajoute de nouvelles fonctionnalités mineures, telles que le support de la synchronisation HotSync par le réseau. Il est apparu sur les Palm IIIx et Palm V.
Palm OS 3.2 ajoute le support du Web Clipping, qui est une solution technique très en avance et spécifique de Palm pour apporter et ensuite afficher des contenus web sur un petit écran de PDA. Elle est arrivée avec l'organiseur Palm VII.
Palm OS 3.3 ajoute la possibilité de vitesses de transmission plus rapide lors de la synchronisation par HotSync et aussi une solution supplémentaire de faire de la synchronisation HotSync par infrarouge. Elle est arrivée avec l'organiseur Palm Vx.
Palm OS 3.5 est la première version à inclure le support natif de la couleur sur 8 bits. Il ajoute aussi une fonction majeure de convenance qui simplifie les opérations, telles qu'une barre-icône sensible au contexte ou l'activation d'un menu plus simplifié. L'application Agenda est améliorée avec une vue agenda supplémentaire. Cette version est arrivée en premier avec l'appareil électronique Palm IIIc. La dernière version corrigeant les problèmes est la version 3.5.3.
En tant que logiciel d'accompagnement, Palm offrit plus tard une mise à jour logicielle Mobile Internet Kit pour Palm OS 3.5. Il est fourni avec le logiciel Web Clipping de Palm, MultiMail (qui fut plus tard renommé en VersaMail) logiciel de messagerie en version 2.26, logiciel de SMS handPHONE en version 1.3, et un navigateur WAP Neomar en version 1.5.

### Palm OS 4.0
Palm OS 4.0 est sorti avec la nouvelle série des Palm m500 le 19 mars 2001. Cette version ajoute une interface standard pour l'accès à des systèmes de fichiers externes (tels que cartes SD). Les systèmes de fichiers externes sont une modification radicale de l'exécution en interne des programmes dans l'OS par rapport aux précédentes versions du système d'exploitation. Maintenant, le code et les données de l'application ont besoin d'être chargés dans la RAM de l'appareil électronique, de la même manière qu'un système d'exploitation d'un ordinateur de bureau. Un nouveau connecteur universel avec le support de l'USB est ajouté. Le Mobile Internet Kit précédemment en option fait partie maintenant du système d'exploitation. La version 4.0 ajoute un gestionnaire/directeur d'attention pour coordonner l'information provenant des différentes applications, avec plusieurs possibilités pour récupérer l'attention de l'utilisateur, dont le son, le clignotement de LED ou la vibration. Les écrans couleurs sur 16 bits et différents fuseaux horaires sont supportés. Cette version a aussi des améliorations de la sécurité et de l'interface utilisateur.
Palm OS 4.1 une version corrigeant des problèmes. Elle est sortie avec le lancement du Palm i705. La mise à jour mineure de l'OS ultérieure vers la 4.1.2 apporte un rétroportage (backport) de Graffiti 2 depuis Palm OS 5.2.
Palm OS 4.2 Édition Chinois Simplifié fut prévu pour cibler spécialement le marché chinois (République Populaire de Chine) avec un support complet des caractères chinois simplifiés, elle est sortie en même temps que Palm OS 5.3. Il existe des versions de Palm OS 4.2 sorties sur le marché avec ACER à Taïwan en 2003 (donc en version chinois traditionnel).

### Palm OS 5
Palm OS 5 (non appelé 5.0) a été dévoilé par PalmSource, qui est une filiale de Palm, en juin 2002, et implémenté en premier sur le Palm Tungsten T. C'est la première version sortie à supporter les appareils électroniques utilisant des processeurs ARM, avec le support des binaires des applications compilées pour le processeur DragonBall grâce à l'émulateur (PACE) Palm Application Compatibility Environment. Même avec la surcharge supplémentaire du PACE, les applications Palm fonctionnent habituellement plus vite sur des appareils électroniques utilisant des processeurs ARM que les précédentes générations matérielles. Le nouveau logiciel peut tirer profit des processeurs ARM avec de petites unités de code ARM, désigné sous le nom de ARMlets.
Avec une base matérielle plus puissante, Palm OS est substantiellement amélioré pour les capacités multimédia. Les écrans haute densité en 320×320 pixels en même temps qu'une API complète d'enregistrement et de lecture du son au format numérique. La couche Bluetooth séparée de Palm est ajoutée en même temps qu'une couche IEEE 802.11bWi-Fi. Les connexions réseau sécurisées sur SSL sont supportées. L'OS peut être personnalisé avec différents arrangements de couleurs.
Pour Palm OS 5, PalmSource développa et proposa des licences d'un navigateur web appelé PalmSource Web Browser, qui est dérivé du navigateur web NetFront 3.0. d'ACCESS.
Palm OS 5.2 est principalement une version destinée à corriger les problèmes, implémentée en premier sur le Samsung SGH-i500. Il apporte le support des définitions d'écran en 480×320 et ajoute un nouveau système d'entrée pour l'écriture manuscrite appelé Graffiti 2, à cause d'une poursuite judiciaire perdue contre Xerox. Graffiti 2 est basé sur Jot de CIC. La dernière version corrigeant des problèmes est la 5.2.8.
Palm OS 5.3 Édition Chinois Simplifié fournit un support complet des caractères chinois simplifiés, et ajouta plus tard le support pour les écrans avec des définitions en QVGA, et une API standard pour le Graffiti virtuel appelé Dynamic Input Area. Cette version fut utilisée la première fois sur les appareils électroniques P100 et P300 de Lenovo.
Palm OS Garnet (5.4) fournit officiellement le support pour de multiples définitions d'écran, débutant à 160×160 pixels jusqu'à 480×320 pixels. Il ajoute aussi des bibliothèques Bluetooth mises à jour. Cette version se fait compléter par le surnom Garnet pour la distinguer de Palm OS Cobalt 6.0. La dernière version corrigeant des problèmes est la 5.4.9. Cette version est utilisée sur le Palm TX.
La ROM avec PalmOS 5.4.9 des Palm TX vendu en Europe contient 6 langues : anglais, allemand, espagnol, français, italien et portugais.
Après réinitialisation de l'appareil Palm et effacement des données, celui-ci vous permet de choisir la langue par défaut par les 6 citées précédemment. Cette version de Palm OS se retrouve sur d'autres modèles, tels que Palm Z22, palmOne Treo 650, Palm Treo 680, Palm Centro ou Palm Tungsten E2.
Garnet OS 5.5 est la version actuelle développée par ACCESS. Cette version est prévue pour fonctionner au sein de la machine virtuelle Garnet VM. Garnet VM est une des parties centrale d'Access Linux Platform et est aussi disponible sur les tablettes Internet de Nokia.

### Palm OS Cobalt
Palm OS Cobalt (6.0) était le successeur désigné pour Palm OS 5. Il est sorti le 10 février 2004, mais il n'est plus disponible chez ACCESS (voir prochaine section). Palm OS 6.0 fut renommé en Palm OS Cobalt pour préciser que cette version n'a pas été conçue initialement pour remplacer Palm OS 5, qui adopta le nom de Palm OS Garnet au même moment.
Palm OS Cobalt apporte des fonctionnalités de système d'exploitation moderne à un système d'exploitation embarqué construit sur un nouveau noyau incorporant le multi-tâches et la protection de la mémoire, un atelier de développement (framework) multimédia et graphique moderne (dérivé de BeOS acquis par Palm), de nouvelles fonctionnalités de sécurité, et ajustements des formats de fichiers PIM pour mieux coopérer/s'interfacer avec Microsoft Outlook.
Palm OS Cobalt 6.1 présentait des bibliothèques de communication standard pour la connectivité par les télécommunications, le Wi-Fi, et le Bluetooth. En dépit d'autres ajouts, il n'a pas intéressé les clients potentiels d'une licence pour Palm OS Cobalt.

### Amélioration de l'OS par des éditeurs tiers
Plusieurs sociétés possédant une licence ont fait des modifications de personnalisation au système d'exploitation. Celles-ci ne font pas partie de la version officielle fournie avec la licence.
- Palm a développé une API Bluetooth pour les cartes SDIO Bluetooth externes utilisées sur des appareils électroniques  sous Palm OS 4.0. La pile Bluetooth fut plus tard ajoutée dans Palm OS 5[27].
- Palm ajouta une API pour la zone d'entrée/saisie virtuelle de graffiti spécialement pour leur appareil électronique Tungsten T3. Cette API fut plus tard remplacée par l'API officielle appelée zone d'entrée dynamique (Dynamic Input Area) dans Palm OS 5.3.
- Palm ajouta un système de fichiers non volatils à Palm OS 5.4, et utilisa de la mémoire Flash pour le stockage à la place de mémoire DRAM, empêchant des pertes de données en cas d'absence d'énergie électrique suffisante dans la batterie. Cependant, cela changea fondamentalement la manière dont les programmes étaient exécutés à partir du système d'exécution en place que Palm OS utilisait traditionnellement, et a été la source de beaucoup de problèmes de compatibilité, requérant l'ajout du support NVFS de manière explicite dans ces programmes pour les rendre stables.
- Pour leurs appareils électroniques équipés de caméra, Palm ajouta l'API CameraLib.
- Sony ajouta une bibliothèque pour supporter le système d'entrée JogDial disponible sur leurs organiseurs Clié.

## Modernisation
Pendant plusieurs années, PalmSource a tenté de créer un successeur moderne pour Palm OS 5 et d'avoir des sociétés lui achetant une licence pour l'implémenter sur un de leurs appareils électroniques. Bien que PalmSource ait rendu disponible (shipped) Palm OS Cobalt 6.0 pour les sociétés potentielles à l'achat d'une licence en janvier 2004, aucune ne l'a adopté pour ses appareils électroniques. PalmSource fit des améliorations majeures à Palm OS Cobalt avec la sortie de Palm OS Cobalt 6.1 en septembre 2004 pour plaire aux sociétés potentielles à l'achat d'une licence, mais même la nouvelle version n'a pas mené à la production d'appareils électroniques l'utilisant.
En décembre 2004, PalmSource annonça une nouvelle stratégie pour l'OS. Avec l'acquisition de la société de logiciel de téléphonie mobile China Mobilesoft, PalmSource planifia le portage de Palm OS au-dessus d'un Noyau Linux, tout en proposant toujours Palm OS Garnet et Palm OS Cobalt. Cette stratégie fut révisée en juin 2005, quand PalmSource annonça qu'il n'y avait toujours aucun appareil électronique avec Palm OS Cobalt. PalmSource annonça alors qu'il arrêtait tous les efforts de développement sur tous les produits n'étant pas directement en  relation avec sa future plateforme fondée sur Linux.
Avec l'acquisition de PalmSource par ACCESS, Palm OS pour Linux fut renommé pour devenir le Access Linux Platform qui fut annoncé la première fois en février 2006. Les versions initiales de la plateforme et des kits de développement logiciel pour la ACCESS Linux Platform sortirent officiellement en février 2007. En date de novembre 2007, la ACCESS Linux Platform n'a pas été vendue encore pour un appareil électronique, bien que des kits de développement existent et que des démonstrations publiques ont été faites. Le premier smartphone à utiliser la Access Linux Platform est l'appareil électronique Edelweiss par Emblaze Mobile qui est planifié pour mi 2009,
Palm, Inc. la société possédant la principale licence de Palm OS Garnet n'a pas de licence ACCESS Linux Platform pour ses propres appareils électroniques. À la place, Palm a développé un autre système d'exploitation fondé sur Linux et appelé Palm webOS. Le 11 février 2009, le directeur général de Palm, Ed Colligan dit qu'il n'y aurait pas d'autres appareils électroniques avec Palm OS (excepté le Centro parce qu'étant fourni à d'autres opérateurs de téléphonie mobile). Palm se focalise sur les appareils électroniques utilisant Palm webOS et Windows Mobile,. Le 1er avril 2009, Palm annonça la disponibilité d'un émulateur Palm OS développé par une société tierce pour son système d'exploitation webOS.Cet émulateur appelé Classic est capable de faire fonctionner une bonne partie des applications développées pour Palm OS sur un appareil électronique fonctionnant sur webOS.

## Applications intégrées dans Palm OS
Les sociétés possédant une licence Palm OS peuvent décider d'inclure les applications qu'elles souhaitent dans leurs appareils électroniques sous Palm OS. Les licenciés peuvent aussi personnaliser les applications.

### Applications standards de Palm OS
Sur les nouveaux modèles, les applications PIM standards "Addresses" (en anglais Address), "Agenda" (en anglais Date Book), "Bloc-notes" (en anglais Memo Pad) et "Taches" (en anglais ToDos) ont été remplacées par leurs contreparties améliorées "Contacts" (en anglais Contacts), "Calendrier" (en anglais Calendar), "Mémos" (en anglais Memos) et "Tâches" (en anglais Tasks).

#### Adresses ou Contacts
Le programme Adresses du Palm enregistre les informations sur les contacts de l'utilisateur, ceux-ci sont classés dans une des plusieurs catégories définies par l'utilisateur. Les entrées sont affichées et triées dans l'ordre par nom, prénom (cela peut être modifié seulement pour l'ordre des éléments : société, nom). Il y a cinq champs pour les numéros de téléphone ou les adresses de courriel (e-mail), chacun d'entre eux peut être affectés à une désignation précise parmi l'une des 8 possibles tel que : Bureau, Domicile, Fax, Autre, Mél., Principal, Bipeur ou Portable (sur Palm OS 4 et 3) / Mobile (Palm OS 5) (les désignations des champs ne peuvent pas être modifiées).
La nouvelle applications Contacts ajoute les fonctionnalités suivantes : plusieurs adresses, 9 nouveaux champs : Site Web, Anniversaire, plus de numéros de téléphone, adresse de messagerie instantanée, station de bus, des champs personnalisés, mettre une image avec connexion rapide.

#### Calc
Calc transforme le Palm en calculatrice de poche avec les 4 fonctions standards de base (addition, soustraction, multiplication, division) avec trois nuances de pourpre et des boutons bleus contrastant avec les deux boutons rouge clair. Elle possède les touches racine carrée et pourcentage et a une mémoire.
Elle a aussi une option pour afficher un historique des calculs effectués, comme les calculatrices de bureau avec rouleau de papier qui existaient dans le passé.

#### Agenda ou Calendrier
L’Agenda affiche une vue journalière ou hebdomadaire, ou une simple vue mensuelle. La vue journalière a une ligne par heure, entre un horaire de début et de fin sélectionné par l'utilisateur. En cliquant sur une ligne vide, on ajoute un nouveau rendez-vous. Les lignes vides sont évincées par les rendez-vous existants, dont l'horaire de début et de fin est montré relié par défaut dans la marge à gauche. La nouvelle application Calendrier apporte les fonctionnalités suivantes : nouvelle vue journalière, utilisation de catégories pour les évènements, lieu de l'évènement, l'événement peut continuer sur le jour suivant (passer minuit), détails sur l'évènement, anniversaires comme évènements quelconques.
Un rendez-vous peut être annoncé par une alarme, suivant un paramétrage quelconque du nombre de minutes, heures ou jours avant qu'il débute. Ces alarmes retentissent même lorsque l'unité / appareil est arrêté.
Les rendez-vous peuvent se reproduire suivant un nombre spécifié de jours, semaines, mois ou années et peuvent contenir des notes.
Export de l'agenda du Palm vers un fichier au format iCalendar : c'est possible grâce à un programme du projet KDE appelé KPilot sous Linux.

#### Dépenses
Dépenses (en anglais Expense) permet le suivi des dépenses courantes. Aucun total n'est calculé sur le Palm. L'utilisateur doit synchroniser son Palm avec un ordinateur hôte et voir les données des dépenses dans une feuille de calcul d'un tableur (des modèles pour Microsoft Excel sont fournis).

#### HotSync
La synchronisation par HotSync permet la connexion au PC de l'utilisateur. Elle est activée habituellement par une pression sur le bouton physique HotSync sur la station d'accueil du Palm, cette application communique avec différentes conduites sur le PC de bureau pour installer des logiciels, sauvegarder des bases de données, ou fusionner le modifications faites sur le PC ou le périphérique portable Palm vers l'ensemble des périphériques. Elle peut communiquer avec le PC grâce à une connexion physique (USB sur les nouveaux modèles et port série sur les anciens; bien que les pilotes pour les plateformes basées sur Windows x64 sont toujours indisponibles, les éditions en 32 bits fonctionnent bien), par des connexions sans fil par Bluetooth ou IrDA, et par des connexions réseau directes avec des périphériques ayant des capacités réseau.
En plus des conduites fournies par les propriétaires d'une licence Palm OS, les développeurs peuvent créer leurs propres conduites pour l'intégration avec d'autres applications Palm OS et produits logiciels sur le PC de bureau. Par exemple, un paquetage de suivi de temps peut fournir une conduite pour communiquer des informations entre Palm OS et les binaires exécutables de Windows.
Une conduite de sauvegarde (Backup) fournie avec les logiciels de HotSync sauvegarde (et restaure, si nécessaire) la plupart des données sur un périphérique portable Palm sous Palm OS. Cela permet aux utilisateurs de réinitialiser (hard reset) leurs Palm — effaçant ainsi toutes les données — avec peu de conséquences apparentes ou préjudiciables. Cela permet aussi aux utilisateurs de migrer vers de nouveaux périphériques Palm de la même version de Palm OS, une fonctionnalité qui est utile à ceux qui perdent ou endommagent leur périphériques/appareils portable Palm.
Certains modèles de Palm gardent le stockage de leurs données dans une mémoire volatile et requièrent une alimentation électrique en permanence pour conserver les données en mémoire. Bien que ces périphériques portables Palm tentent de sauvegarder le contenu de leurs mémoires lors de situations où la charge de la batterie est faible en ne se mettant "pas en marche", laisser un périphérique "mort" pendant une période prolongée peut provoquer l'utilisation de cette réserve d'énergie électrique et la perte du contenu de la mémoire de stockage. Certains des Palms les plus récents utilisent NVRAM ou microdrive pour le stockage.

#### Bloc-notes ou Mémos
Bloc-notes (en anglais : Memo Pad) peut contenir des notes jusqu'à 4 000 caractères pour chacune d'entre elles; la nouvelle application Mémos (en anglais Memos) augmente la taille du champ de 3 à 30 ko. Les mémos sont triés de deux manières: alphabétiquement, et manuellement (ce qui permet à l'utilisateur de choisir l'ordre des mémos), et les mémos peuvent être groupés dans des catégories configurable par l'utilisateur. Bloc-notes est pour le texte uniquement, pas pour les dessins, et le texte peut être entré en utilisant l'alphabet Graffiti, ou en utilisant des claviers matériels ou logiciels (donc virtuel pour ce dernier), ou en utilisant la fonction 'coller'. Quand les premiers périphériques/appareils Palm devinrent disponibles, certains utilisateurs de Palm commencèrent à créer et échanger des documents Bloc-notes (en anglais : Memo Pad) contenant habituellement des informations utiles, qui vinrent à être connu sous le nom de Memoware.

#### Liste à faire ou Tâches
La Liste à faire (en anglais : To do list) permet la création de rappels/pense-bêtes personnels et priorise les choses que l'utilisateur a à faire.
Chaque élément de la Liste à faire peut aussi avoir: une priorité, des catégories (pour organiser et voir les éléments dans des groupes logiques), attacher une Note (pour ajouter plus de description et de clarification sur la tâche). 
Les éléments de la Liste à faire peuvent être triés par: date d'échéance, priorité ou catégorie.
La nouvelle application Tâches (en anglais : Tasks) apporte les améliorations suivantes : nouvelle interface, taches répétitives, alarmes, etc.

#### Préférences
Préférences (appelé aussi Préf.) affiche les fichiers des programmes avec un type de panneau spécial pour les préférences qui ne sont affichés par le lanceur normal. Les programmes peuvent être modifiés en passant le type 'appl' vers 'panl' et vice versa. Palm OS contient approximativement 15 panneaux de préférences par défaut et de nouveaux panneaux de préférences peuvent être ajoutés juste comme n'importe quelle autre application.
Les panneaux de préférences permettent aux utilisateurs de gérer un certain nombre de paramètre comprenant les paramètres de Graffiti, les paramètres du son, les raccourcis texte, les paramètres réseau et l'heure système.

#### Sécurité
Sécurité (qui est un panneau sur les nouveaux appareils avec Palm OS) est utilisé pour configurer les paramètres sécurité de Palm OS. On trouve parmi ceux-ci le mot de passe nécessaire pour afficher les enregistrements cachés et déverrouiller l'appareil quand celui-ci est verrouillé, aussi bien que configurer un délai pour le verrouillage automatique ou un seuil en temps d'inactivité. Sur le PC, seule l'application Palm Desktop respecte ce mot de passe mais pas les autres programmes sur PC qui peuvent voir la totalité des informations — en d'autres termes, toutes les données protégées par ce mot de passe peuvent être vus par n'importe quelle personne ouvrant les fichiers .dat par l'intermédiaire d'un éditeur de texte ou d'un traitement de texte.

#### Capture d'écrans des applications standard de Palm OS
Pour voir des captures d'écran de ces applications : Capture d'écrans des applications standard de Palm OS 4.1

### Applications standards du cœur de l'OS provenant d'éditeur tiers
À partir de la version 5.2 de Palm OS, Palm a créé des versions personnalisées de l'application PIM standard. Quelques nouvelles fonctionnalités ont été ajoutées, par exemple : les catégories dans Adresses, des sonneries associées à chacun des contacts de l'utilisateur, des textes de mémos plus long, etc. Elles ont été aussi renommées pour refléter les désignations ou nommages du logiciel Microsoft Outlook, ainsi Addresses est devenu Contacts, Agenda est devenu Calendrier, Bloc-notes est devenu Mémos et Taches est devenu Tâches.
Blazer est un navigateur web pour appareils électroniques Palm. Les versions 1.0 et 2.0 fonctionnent sur les appareils utilisant Palm OS 3.1 ou supérieur, mais elles nécessitent un serveur proxy qui a été arrêté, donc elles ne peuvent plus être utilisées. La version 3.0 est utilisée sur le smartphone Treo 600. La dernière version de Blazer est Blazer 4.5, qui est compatible avec la plupart des standards majeurs du Web. Il est généralement fourni avec les nouveaux smartphones et les nouveaux appareils électroniques Palm qui sont capables d'accéder à Internet.
L'application Notes (en anglais : Note Pad) du Palm peut être utilisée pour dessiner rapidement des schémas ou autres dessins. Avec une écriture manuscrite ordonnée, 20 à 30 mots pourront tenir dans une page; pour un texte plus important, Mémos (en anglais : Memo Pad) est le meilleur choix. Il y a trois tailles de largeur de stylo, plus une gomme ou effaceur et une fonction de modification de la couleur de fond sur certains modèles. Il est possible de dessiner une carte très simple. La version la plus "avancée" du bureau (desktop) enregistre les dessins de Mémos (en anglais : Memo pad) vers le bureau (desktop).
À partir de 2006, la plupart des nouveaux appareils électroniques Palm sont fournis avec l'application Photos. Elle permet de créer un album photo numérique afin de voir les images sur un appareil électronique avec Palm OS. Comme avec tous les autres programmes de gestion de photos, les photos peuvent être transmises par voie sans fil (beamed) vers d'autres appareils électroniques mobiles. Chaque photo peut être marquée/nommée et organisée dans des albums photos séparés. Une présentation/diaporama peut aussi être montrée pour un album spécifique, et chaque photo dans l'album sera montrée en plein écran.
Les photos peuvent être modifiées avec le logiciel Palm Photos PC (sous MS Windows uniquement), et quand les photos sont transférées vers l'appareil électronique mobile et portable, elles contiendront toutes les modifications réalisées sur les photos.
Le logiciel Palm Photos est disponible sur le Zire 71, Tungsten C, Tungsten E, Tungsten T2, Tungsten T3 et plusieurs autres appareils.
Avec le support pour la vidéo, Palm Photos fut plus tard renommé en Média et beaucoup plus tard encore en  Photos & vidéos.
Certains modèles offrent la possibilité de réaliser des enregistrements de la voix qui sont synchronisés en utilisant la conduite Voix et peuvent être écoutés sur un PC de bureau (desktop) avec l'application Mémo Vocal (en anglais : Voice Memo) qui est une partie de la suite Palm Desktop.

## Applications développées par des éditeurs tiers
Il y a beaucoup d'applications réussies qui peuvent être installées sur un appareil électronique Palm OS. À partir de 2008, il y a plus de 50 000 applications développées par des éditeurs tiers qui sont disponibles pour la plateforme Palm OS, ces applications utilisent plusieurs types de licence, dont celles en open-source, et diverses licences fermées et propriétaires tel que freeware, shareware, et le traditionnel achat d'abord pour obtenir l'application et l'utiliser ensuite.

## Développement d'applications
Les applications pour Palm OS Garnet sont principalement codées en C/C++. Deux compilateurs officiellement supportés existent : un produit commercial, Studio de développement CodeWarrior pour Palm OS (CodeWarrior Development Studio for Palm OS), et une chaîne complète d'outils open source appelée prc-tools, basée sur une vieille version de gcc. CodeWarrior est critiqué pour être cher et n'est plus développé, tandis que PRC-Tools ne possède pas certaines fonctionnalités de CodeWarrior. Une version de PRC-Tools est fournie dans la suite gratuite appelée Suite de développement Palm OS (Palm OS Developer Suite (PODS)).
OnBoardC est un ensemble comprenant un compilateur C, assembleur, éditeur de liens et un éditeur du code source des programmes qui fonctionne sur le Palm lui-même.
Les applications pour Palm OS Cobalt sont aussi codées pour une variante du compilateur gcc, mais les compilateurs pour Cobalt ont moins de limitations.
Il y a des outils de développement disponible pour la programmation à destination du Palm qui ne requièrent pas de programmation bas niveau en C/C++, tels que PocketC/PocketC Architect, CASL(Compact Application Solution Language), AppForge Crossfire (qui utilisent Visual Basic, Visual Basic.NET, or C#), Handheld Basic, Pendragon Forms et Satellite Forms (avec Visual Basic comme langage de développement). Une machine virtuelle Java (JVM) était précédemment disponible pour la plateforme Palm OS, cependant le 12 janvier 2008 Palm, Inc. annonça qu'elle ne serait plus disponible. Palm, Inc. dit aussi "Nous nous rendons compte qu'il n'y a aucune machine virtuelle Java de remplacement pour Palm OS" (en anglais : "There is no alternate Java Virtual Machine that we are aware of for Palm OS.") Waba et un dérivé de celui-ci, SuperWaba, fournissent une sorte de machine virtuelle Java et un langage de programmation. Une version du langage Lua, appelée Plua, est aussi disponible pour Palm; cependant, à cause du fait qu'il requiert un binaire d'exécution (runtime) complémentaire à installer avec l'application, il est utilisé uniquement sur des applications importantes (mainstream) que par une minorité de sociétés de développement logiciel. Quartus Forth est un compilateur Forth au standard ISO/ANSI qui fonctionne sur le Palm lui-même. Il a aussi une console interactive pour le développement rapides d'applications (dynamic development) et le débogage (debugging).
Deux environnements permettent la programmation en Pascal pour Palm OS. Le compilateur libre et gratuit PP Compiler fonctionne directement sur le Palm, tandis que PocketStudio est un IDE ou EDI comme Delphi pour les ordinateurs fonctionnant avec l'OS MS Windows qui possède un éditeur de formulaire visuel et génère des fichiers PRC pour être transférés vers les Palm via la synchronisation HotSync.
Comme Palm n'a pas de pilotes pour faire des connexions qui permettent le transfert de données avec un serveur SGBD (serveur de bases de données) (Oracle, mySQL, MS SQL Server), le programmeur peut utiliser un logiciel de Intergiciel (Middleware) qui permet cette connectivité.
Une rude implémentation compatible R4RS de Scheme, LispMe, fournit à la plateforme Palm avec un Lisp REPL embarqué sous licence GPL avec quelques adaptations spécifiques à Palm OS, mais bien qu'il soit un compilateur fonctionnel, il ne produit pas de code (binaire) qui fonctionne en dehors de l'environnement de développement, ainsi son utilisation est limitée au prototypage.

## Fabricant d'appareils électroniques utilisant Palm OS
Initialement conçus pour les PDA (assistants personnels numériques) de Palm, Palm OS a été adopté par beaucoup d'autres fabricants :
- Handspring (séparé de Palm puis racheté par PalmOne), pour ses PDA Visor et ses téléphones Treo ;
- Sony, pour ses PDA Clié ;
- IBM, pour ses PDA Workpad ;
- Qualcomm, pour sa gamme de smartphone ;
- Symbol, pour une gamme de scanner de code-barres intelligents ;
- Tapwave, pour une console de jeux portable « Zodiac » ;
- Fossil, pour une montre ;
- Garmin, pour un GPS ;
- HandEra, pour ses PDA TRGpro et Handera ;
- Acceca ;
- AlphaSmart ;
- Samsung ;
- GSPda.

On distingue deux types de machines : les PDA « classiques » et les machines hybrides PDA+Téléphone appelées « Smartphone ».

## Fin de Palm OS et intégration dans Linux embarqué
Palm OS a été abandonné par la compagnie qui l'avait acheté quelques années plut tôt. Access a annoncé le 18 octobre 2006 que le système Palm OS allait être remplacé définitivement par Access Linux Platform. Les applications Palm OS seront néanmoins compatibles car cette version de Linux embarquée aura une couche logicielle pour supporter les programmes Palm OS.

## Palm OS est renommé en Garnet OS
En janvier 2007, la société japonaise ACCESS, qui possède une licence et des droits de modification du code source de Palm OS, change le nom du système Palm OS en Garnet OS et lui offre un nouveau logo,.

## Palm OS survit dans webOS
En 2009, à la suite du lancement du Palm pré, la société MotionApps a développé l'application Classic de Motion Apps (archive sur web.archive.org) qui permet aux nombreuses applications développées pour Palm OS de fonctionner sur le système d'exploitation Palm webOS du Palm pre.